# Sebastian Siebrecht
Sebastian Siebrecht (Herdecke, 17 aprile 1973) è uno scacchista tedesco.

## Carriera
Siebrecht è nato a Herdecke il 17 aprile 1973. A tre anni si è trasferito con la famiglia a Essen. Ha iniziato a giocare a scacchi osservando il padre e il fratello, e riferisce di un compagno di scuola interessato al gioco con il quale giocava a scacchi alla cieca durante le lezioni di matematica. Giocava a basket nella squadra della scuola, aiutato anche dalla sua altezza di 2,02 m, e ha gareggiato nelle competizioni regionali under 17. Ha studiato legge all'Università della Ruhr a Bochum.
Nel 1993 Sebastian Siebrecht ha ottenuto il titolo di maestro FIDE e tre anni dopo quello di maestro internazionale. Ha poi ottenuto cinque norme per il titolo di grande maestro: al campionato internazionale di Baviera del 2004, al 21º festival degli scacchi nel 2005, all'europeo individuale del 2007 a Dresda, all'Open di Kaupthing dello stesso anno e al torneo Conca della Presolana 2007. La FIDE gli ha assegnato il titolo di grande maestro nel 2008, quando non aveva ancora superato la soglia dei 2500 punti nel rating Elo internazionale. Nell'agosto 2010 Siebrecht ha vinto il torneo di scacchi960 a Baden-Baden.
Siebrecht ha affrontato diversi bari nelle sue competizioni. Nel 2011 il MI Christoph Natsidis è stato scoperto ad analizzare sul suo smartphone la posizione della partita che stava disputando contro Siebrecht, ed è stato squalificato. Nell'anno successivo ha vinto una partita contro Falko Bindrich, che ha rifiutato un controllo anti-cheating.
Il suo Elo massimo è stato di 2508, ottenuto nella classifica di dicembre 2013.